# Vendyl Jones
Vendyl Jones (ur. 29 maja 1930, zm. 27 listopada 2010) – amerykański pastor Kościoła baptystów, biblista i archeolog. Qumranista.
W 1967 rozpoczął studia na Uniwersytecie Hebrajskim w Jerozolimie. Zafascynowany manuskryptami z Kumran oraz ideą odnalezienia skarbów Świątyni Salomona, Arki Przymierza i Przybytku Mojżeszowego.
Zorganizował osiem misji wykopaliskowych w Qumran.